# Juwa
Juwa est un parti politique comorien né le 30 octobre 2013. "Juwa" est le mot comorien pour "Soleil". 

## Histoire
Il est constitué par Mohamed Sambi, président de l’Union des Comores entre 2006 et 2011. Battu en 2011 par son élève et rival Ikililou Dhoinine (2011-2016), il fonde son parti en octobre 2013 afin de se préparer à la présidentielle de 2016. Ce mouvement dévient le plus grand parti comorien.
En 2016, la candidature de Mohamed Sambi est invalidée sous le prétexte que ce dernier a été précédemment élu président de l’île d'Anjouan pour la période 2006 - 2011 et ne peut donc pas briguer un mandat pour l’île de la Grande Comore. Malgré son alliance avec le député Fahmi Saïd Ibrahim, fondateur du parti pour l’entente comorienne (PEC), c’est Azali Assoumani qui est élu.
Lors de l'élection présidentielle de 2019 , le candidat du parti Juwa, Ibrahim Mohamed Soulé, a été disqualifié au motif que son formulaire de candidature avait été signé par le secrétaire général adjoint du parti et non par le secrétaire général du parti, Ahmed Al Barwane, qui était en prison. À la suite du verdict, le parti a apporté son soutien au candidat indépendant Mahamoudou Ahamada. Ahamada a terminé deuxième avec 15% des voix, le président Azali Assoumani l' emportant avec 61%. Des manifestations violentes après les élections, dont les dirigeants comprenaient des membres du parti Juwa, ont été violemment dispersées par l'armée. Ahamada est ensuite devenu le co-chef du parti avec Sambi.

## Résultats Électoraux

### Élections présidentielles
| Année | Candidat           | 1er Tour | Rang | 2nd Tour                 |
| ----- | ------------------ | -------- | ---- | ------------------------ |
| 2016  | Fahmi Saïd Ibrahim | 14,45%   | 4ème | Soutient Azali Assoumani |
| 2019  | Mahamoud Ahamada   | 14,62%   | 2ème |                          |
| 2021  |                    |          |      |                          |

### Élections législatives
| Année | Voix   | %     | Rang | Députés | Gouvernement |
| ----- | ------ | ----- | ---- | ------- | ------------ |
| 2015  | 34 569 | 20,47 | 2e   | 7 / 24  | Opposition   |

### Élections des gouverneurs
| Année | Candidat                                                                                   | 1er Tour             | Rang     | 2nd Tour | Rang |
| ----- | ------------------------------------------------------------------------------------------ | -------------------- | -------- | -------- | ---- |
| 2016  | Abdou Salami Abdou(Anjouan) Said Abdallah Salim(Grand Comore) Ali Hilali Said(Mohéli)      | 36,46% 12,03% 13,29% | 1er 4ème | 50,62%   | 1er  |
| 2019  | Nassimou Ahamadi (Anjouan) Ahmed Abdallah Mohamed (Grand Comore) Aladine Daroumine(Mohéli) | 20,23%               | 2ème     |          |      |
| 2021  |                                                                                            |                      |          |          |      |